# Developmental Psychology
Developmental Psychology ist eine US-amerikanische Wissenschaftliche Zeitschrift (mit Peer-Review-Verfahren), die von der American Psychological Association herausgegeben wird und sich mit der Forschung in der Entwicklungspsychologie beschäftigt. Veröffentlichungsformate sind Forschungsartikel, Reviews und theoretische oder methodologische Artikel. Die Zeitschrift wurde im Jahr 1969 gegründet.